# A béke madarai szobrok
A béke madarai szobrok a kolumbiai Medellinbenben állnak, Fernando Botero alkotásai. A két madárszobor egyike súlyosan megrongálódott egy pokolgépes robbantásban.

## A merénylet
Fernando Botero sok kültéri szobrát adományozta szülővárosának, Medellínnek, ezek közé tartozik a madárpár első darabja is, amely a San Antonio Plazától délre kapott helyet. 1995. júniusban a szélsőbaloldali kolumbiai terrorszervezet, a Kolumbia Forradalmi Fegyveres Erői (FARC) több mint tíz kilogramm dinamitot helyezett el a szobor alapzatánál. A pokolgépet egy koncert alatt hozták működésbe. A szétrepülő repeszek harminc ember meggyilkoltak, több mint kétszázat megsebesítettek. A FARC a robbantás után azonnal vállalta a felelősséget a támadásért, azt állítva, a merénylet üzenet volt a szobrász fiának, Fernando Botero Zea hadügyminiszternek, aki nem akart tárgyalni a gerillákkal.
A madár hasa és háta a robbanás következtében teljesen szétnyílt, de nem mozdították el a helyéről. Botero 2000-ben a városnak adományozott egy sértetlen madárszobrot, amelyet a felrobbantott műalkotás mellett állítottak fel. A sérült madár talapzatán táblát helyeztek el, amelyen a merénylet áldozatait sorolják fel.